# Сандула Валерій Миколайович
Вале́рій Микола́йович Сандула (*20 листопада 1949, Щекал) — член національної Спілки художників України з 1995 р.
Народився 20 листопада 1949 р. в с. Щекал Сахалінської області. В 1969 р. закінчив Одеське державне художнє училище ім. М. Б. Грекова. Учасник обласних та республіканських всесоюзних виставок. Лауреат молодіжної всесоюзної премії. Працює також у галузі монументального мистецтва.
Основні твори «Нова пісня», «Українська ідилія», «В іншому вимірі», «Різдвяний вертеп», «Берегиня», «Історична композиція», «Пісня Козак Мамай».
Член Вінницької обласної організації Національної спілки художників України з 1995 року.